# Yaruros
Els yaruros o pumé són un grup indígena que habita en Veneçuela, prop del riu Orinoco, en 42 comunitats en les riberes i zones interfluvials dels rius Arauca, Cunaviche, Capanaparo, Riecito i Meta i, en menor quantitat, en alguns centres urbans pròxims. Algunes famílies viuen en Colòmbia, 136 persones, 61 a la comunitat del resguardo indígena de caño Mochuelo, Casanare. S'estima que actualment són unes 10 000 persones.

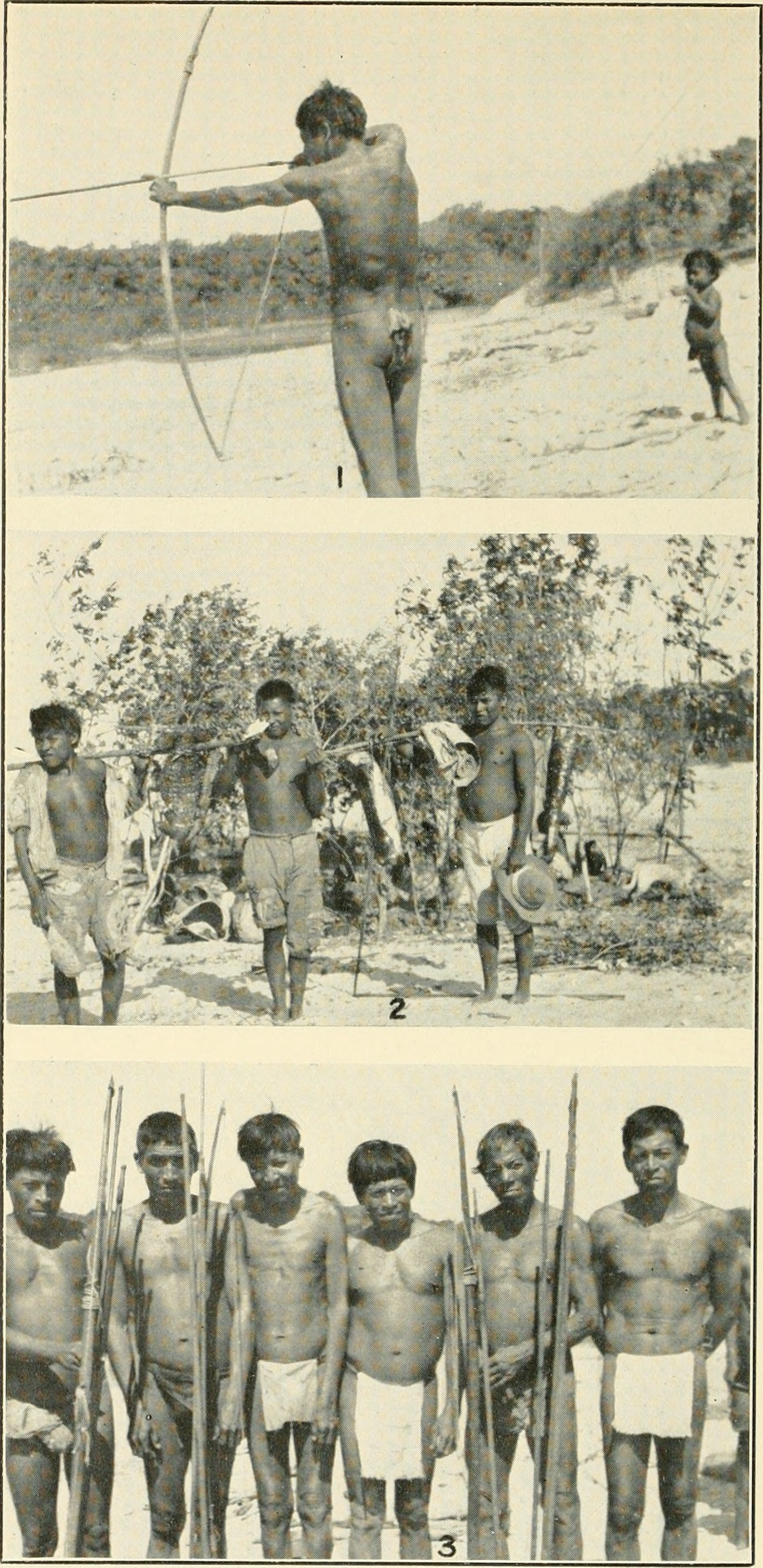
Homes pumé del riu, campament d'estiu (1939)

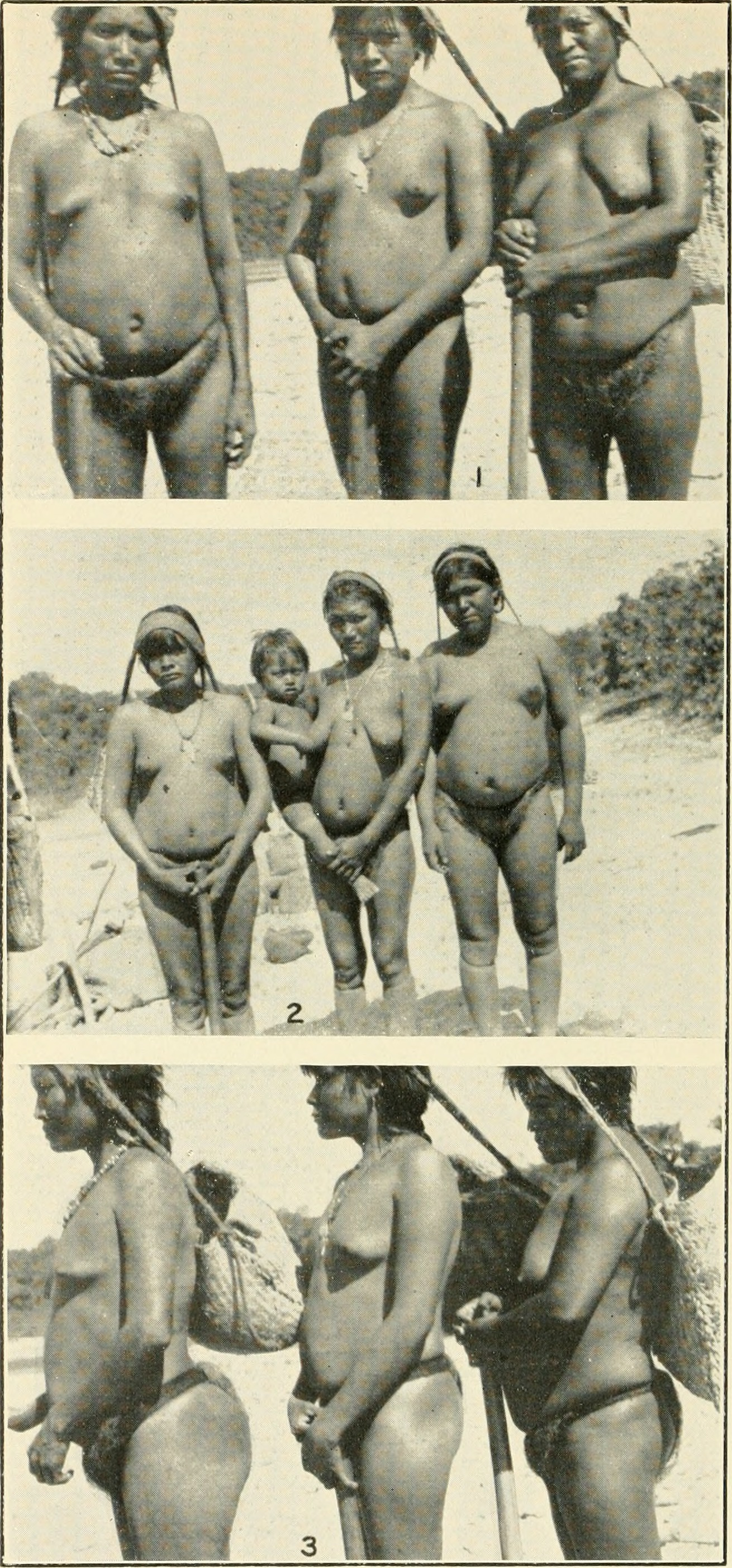
Dones pumé del riu, campament d'estiu (1939)

El poble yaruro es divideix en dos subgrups: els yaruro del riu, que viu al llarg dels principals drenatges fluvials del riu Orinoco, i els yaruro de la sabana, més nòmada que resideix als Llanos.

## Origen del nom
La paraula "Yaruro" va ser emprada pels primers exploradors i colons espanyols per referir-se als pumé i encara s'utilitza habitualment a Veneçuela. El terme ha estat utilitzat per grups indígenes veïns com els Guahibo, Hiwi i Chiricoa, que probablement són la font d’aquest nom adoptat pels espanyols. "Yaruro" probablement deriva del verb "yoro" en la llengua pumé, que significa "donar". El terme "Yaruro" és pejoratiu, es refereix a les sol·licituds de béns materials o aliments procedents de forasters percebuts com a rics pels pumé, i el seu significat es pot glossar en anglès americà com a "Gimmees". La gent es refereix a si mateixa com el pumé (que significa "humà real") que també serveix com a nom de la seva llengua. "Yaruro" ha estat substituït per "Pumé" a la majoria de la literatura antropològica i per alguns usos del govern veneçolà que són sensibles a les qüestions indígenes. Històricament també han estat coneguts per altres noms com Llaruro, Yaruru i Yuapín.

## Llengua
La llengua pumé no està classificada, encara que es considera una llengua Macrotxibtxa. S'han publicat algunes bones investigacions lingüístiques sobre la llengua pumé. Actualment és àmpliament parlat pel poble pumé, especialment entre els pumé de la sabana, que són principalment monolingües. La majoria de les poblacions del riu Pumé tenen almenys alguns membres, principalment homes, que són bilingües en espanyol i Pumé. Parts de la Bíblia es van traduir a Pumé el 1999.

## Habitatge
Els pumé de la sabana són un grup mòbil de caçadors-recol·lectors que canvien la seva residència principal durant cada estació seca i humida. Viuen en petites estructures de palla durant l'estació seca i en estructures més robustes de fulles de palma durant les estacions humides. A més d’aquests dos grans moviments estacionals, els pumé fan campaments temporals per pescar, recollir matèries primeres i organitzar els moviments cap als seus principals campaments de temporada seca i humida. Els Pumé del riu antigament era lleugerament nòmades (encara que no tant com els de la sabana), però actualment són sedentaris. Molts del pumé del riu construeixen ara formes d’arquitectura més híbrides que combinen materials i dissenys tradicionals i d’influència criolla.